# 34471 Fanyueyang
34471 Fanyueyang este o planetă minoră (asteroid) din centura de asteroizi. A fost descoperită pe 24 septembrie 2000 la Experimental Test Site⁠(d) de Lincoln Near-Earth Asteroid Research. 
Obiectul prezintă o orbită caracterizată de o semiaxă mare de 2,8645854 UAi, o excentricitate de 0,12, o înclinație de 2,05054 ° în raport cu ecliptica.